# Ante Rebić
Ante Rebić (Split, 1993. szeptember 21. –) világbajnoki ezüstérmes horvát válogatott labdarúgó, a Lecce játékosa.
Nevelő klubjában az RNK Split lett profi játékos, majd innen 2013-ban igazolt az olasz élvonalbeli Fiorentina csapatához. A firenzei klub többször is kölcsönadta őt, így megfordult az RB Leipzig, a Hellas Verona és az Eintracht Frankfurt, AC Milan csapataiban.Az Eintracht Frankfurt  együttesben 2018-ban német kupát nyert.
A válogatott tagjaként részt vett a 2014-es és a 2018-as labdarúgó-világbajnokságon, utóbbi tornán ezüstérmesek lettek.

## Pályafutása

### Klubcsapatokban

#### RNK Split
2002 és 2010 között az NK Vinjani és az NK Imotski korosztályos csapataiban nevelkedett. 2010 nyarán került az RNK Split korosztályos csapatába. 2011. május 21-én mutatkozott be az élvonalban a Dinamo Zagreb ellen a 2. félidőre váltotta Damir Rasicot, majd a 83. percben Romano Obilinovic passzából megszerezte első gólját profi pályafutása kezdetén. Augusztusban 3 éves szerződést kötött a klubbal. A 2011–2012-es szezonban 20 bajnoki mérkőzésen 5 gólt szerzett, ebből 4 alkalommal a padról csereként beállva. A következő szezon során 10 bajnoki találat fűződött a nevéhez, ezzel több neves klub figyelmét is felkeltette, mint a Fiorentina, a Tottenham Hotspur és a Swansea City.

#### Fiorentina
2013. augusztus 28-án 5 éves szerződést írt alá az Fiorentinával, az átigazolási összeget nem hozták nyilvánosságra. Az orvosi vizsgálatokat követően megkapta a klubtól a 9-es mezszámot. Szeptember 30-án debütált a bajnokságban a Parma ellen, miután a 36. percben Giuseppe Rossi megsérült. Ezen a mérkőzésen megsérült és 3 hétig nem lépett pályára, majd a szezon során több sérülése is volt. 2014. január 8-án első kupa mérkőzésén a Chievo Verona ellen gólt szerzett. Május 18-án az utolsó fordulóban megszerezte első bajnoki gólját a Torino ellen.
A lipcsei kölcsönszerződését követően visszatért a klubhoz és Juan Cuadrado 11-es mezét örökölte meg. 2015. október 1-jén az Európa-ligában a portugál Belenenses ellen mutatkozott be a sorozatban. A hónap végén a lengyel Lech Poznań ellen kiállították. November 1-jén a Frosinone ellen megszerezte a szezonbeli első és egyetlen gólját. A szezon második felét a Verona csapatánál töltötte kölcsönben. A következő két idényt a német Eintracht Frankfurt együttesénél töltötte kölcsönben.

#### RB Leipzig
2014. augusztus 3-án kölcsönbe csatlakozott a Bundesliga 2-be frissen feljutott RB Leipzig csapatához. Augusztus 29-én bemutatkozott a bajnokságban az FSV Frankfurt ellen a 4. fordulóban, a 66. percben Daniel Frahn cseréjeként. December 12-én kezdőként lépett a szezon során először pályára a Greuther Fürth ellen 1–0-ra megnyert idegenbeli mérkőzésen. A szezont 11 tétmérkőzéssel zárta, de ezeken is többnyire csak csereként lépett pályára.

#### Verona
2016. január 14-én kölcsönben a szintén olasz Verona játékosa lett fél évre. Három nappal később már be is mutatkozott az AS Roma elleni 1–1-es döntetlennel véget érő bajnoki mérkőzésen, kezdőként végig a pályán maradt. Március 20-án a Carpi ellen piros lapot kapott. Április 25-én a bajnokság 35. fordulójának záró mérkőzésén a Carpi Kevin Lasagna hajrában esett góljával 1–0-ra legyőzte az Empolit, így három ponttal ellépett a kieső zónától, ez azt jelentette, hogy hiába volt a Verona bravúrgyőzelme az AC Milan ellen, a 25 pontos Hellas már nem tudja beérni a tíz ponttal előtte levő 17. helyezettet, így kiesett a Serie B-be.

#### Eintracht Frankfurt
2016. július 11-én bejelentették, hogy a 2016–2017-es szezont kölcsönbe tölti a német Eintracht Frankfurt csapatánál, ahol edzője a szintén horvát Niko Kovač lett. Szeptember 17-én debütált a bajnokságban a Bayer Leverkusen ellen, a 62. percben Mijat Gacinovic cseréjeként. A 79. percben gólpasszt adott Marco Fabiánnak, a mérkőzést 2–1-re megnyerték. 2017. február 5-én a bajnokság 19. fordulójának záró mérkőzésén az Eintracht hazai pályán 2–0-ra legyőzte a sereghajtó Darmstadtot, amely ellen a 2. gólt szerezte Rebi, eldöntve ezzel a három pont sorsát. Április 22-én az Augsburg ellen szezonbeli második gólját szerezte meg. Május 27-én kupa-döntőt játszottak a Borussia Dortmund ellen, a 29. percben a Borussia saját térfelén elveszítette a labdát, Mijat Gacsinovics nagyszerűen ugratta ki Rebicet, aki egy az egyben a kapussal nem hibázott, higgadtan a bal alsóba csavart. Ezzel a negyedik horvát labdarúgó lett, aki betalált a Német Kupa döntőjében. A döntőt végül 2–1-re elvesztették.
A 2017–2018-as szezont ismét kölcsönbe töltötte a klubnál, de már vásárlási opciójuk is volt rá. Szeptember 23-án csereként beállva az RB Leipzig ellen a 77. percben a jobbról középre lőtt labdára kivetődött Gulácsi, azonban nem érte el, így a középen tisztán érkező Rebic könnyedén a kapuba talált, megszerezve a szezonbeli első gólját. Egy héttel később a következő fordulóban a VfB Stuttgart ellen tudott eredményes lenni. A következő fordulóban a Hannover 96 ellen is szerzett egy gólt, így sorozatban 3 gól fűződött már a nevéhez. November 3-án a bajnokság 11. fordulójában hazai pályán 2–1-re legyőzték a Werder Brement és a 17. percben Rebic szerezte meg a vezetést a hazaiaknak. 2018. február 7-én a Mainz elleni kupa mérkőzésen a 3–0-ra megnyert mérkőzésen gólt szerzett és bejutottak az elődöntőbe. Három nappal később a Köln fogadták és 4–2-re meg is nyerték a mérkőzést, a 15. percben ő szerezte meg a találkozó első gólját. Március 17-én a Mainz ellen ismét eredményes volt. Május 19-én a német kupa döntőjében az Eintracht Frankfurt 3–1-re legyőzte a rekordbajnok Bayern Münchent. A 11. percben a felezővonalnál szerelte James Rodríguezt, Kevin-Prince Boateng azonnal megindította a labdaszerzést kierőszakoló társát, aki senkitől sem zavartatva a kapuba passzolt Sven Ulreich mellett. Következő gólját a 82. percben Mats Hummelst futotta le, majd frankfurti szempontból 2–1-re módosította az állást. Az Eintracht Frankfurt 1988-ban Détári Lajos góljával nyerte meg legutóbb a Német Kupát. Ez a mostani az ötödik diadala volt a versenysorozatban. 2018 nyarán a Frankfurt élt opciós jogával, és kétmillió euróért megvásárolta a Fiorentinától.
Augusztus 10-én aláírta a 2022-ig szóló szerződését. Két nappal később a német szuperkupában 5–0-ra kikaptak a Bayern München csapatától. Szeptember 26-án a Borussia Mönchengladbach ellen 3–1-re elvesztett bajnoki mérkőzésen csapata egyetlen gólját szerezte meg, a 2018–19-es szezonban saját maga első gólja is volt. A következő fordulóban hazai pályán 4–1-re győzték le a Hannovert, a 46. percben csapata második gólját szerezte. Október 7-én a TSG 1899 Hoffenheim ellen egymást követő harmadik bajnoki mérkőzésen is eredményes tudott lenni. A 40. percben Oliver Baumann rosszul jött ki a kapujából és a horvát játékos átemelte fölötte a labdát. November 2-án a sereghajtó Sturttgart ellen 3–0-ra nyertek és a 32. percben volt eredményes. November 24-én az FC Augsburg vendégeként léptek pályára és a 3–1-re megnyert mérkőzésen ismét gól került a neve mellé. 2019. január 19-én a 40. percben két védő elfektetése után a tizenhatoson kívülről lőtt a kapu bal oldalába az SC Freiburg ellen. Az Eintracht Frankfurt hazai pályán 3–1-es sikert ért el. Egy héttel később a Werder Bremen ellen 2–2-es döntetlent játszottak, a 35. percben hatalmas gólt lőtt. Február 21-én az Európa-ligában az ukrán Sahtar Doneck 4–1-re való legyőzésében egy góllal vette ki részét. Három nappal később az 54. percben Luka Jović passzolt a leshatár környékéről kiugró Rebic elé, ő pedig balról éles szögből a hosszú alsó sarokba lőtte a labdát megszerezve a Hannover ellen a vezetést.

#### AC Milan
2019. szeptember 2-án az AC Milan vette kölcsön.

### Beşiktaş
2023. július 31-én Rebić kétéves szerződést írt alá a török Süper Ligben szereplő Beşiktaşsal.

### Lecce
2024. augusztus 26-án a Lecce szerződtette.

### A válogatottban
2011. november 10-én góllal mutatkozott be a finn U19-es válogatott elleni barátságos mérkőzésen az U19-es válogatottban. 2012 május végén a grúz és a bosnyákok ellen is 1-1 gólt szerzett, ezzel az U19-es válogatottban 4 mérkőzésen 3 gólt szerzett. Részt vett a 2013-as U20-as labdarúgó-világbajnokságon, ahol 4 mérkőzésen 2 gól fűződött a nevéhez. Az F csoportban Uruguay ellen 1–0-ra nyertek az ő góljával, majd Új-Zéland elleni 2 gólos sikerből is kivette a részét egy góllal. 2012. szeptember 10-én mutatkozott be a horvát U21-es válogatottban a spanyolok elleni 2013-as U21-es Európa-bajnokság selejtező mérkőzésen. 2013. március 24-én első gólját is megszerezte a korosztályos válogatottban a svéd U21-es labdarúgó-válogatott ellen lejátszott felkészülési mérkőzésen.
Augusztus 14-én mutatkozhatott be egy Liechtenstein elleni barátságos válogatott mérkőzésen és rögtön góllal debütált. Szeptember 9-én már az U21-esek között szerzett gólt és gólpasszt az ukrán U21-es válogatott ellen. Május 28-án ismét az ukránok ellen volt eredményes. Bekerült Niko Kovač 2014-es labdarúgó-világbajnokságra utazó keretébe. A tornán Brazília ellen a 78. percben Nikica Jelavić cseréjeként lépett pályára első alkalommal. Kamerun ellen ismét csereként lépett pályára, majd Mexikó ellen kiállították. Szeptember 3-án ismét az U21-esek között lépett pályára, a litvánok ellen megszerezte csapata 2. gólját a 3–1-re megnyert selejtezőn, valamint két gólpasszt is jegyzett.
2015 és 2017 között nem kapott meghívott a válogatottba. A 2018-as labdarúgó-világbajnokságon részt vevő Zlatko Dalić 23 fős keretébe meghívott kapott. Argentína ellen 3–0-ra nyertek a csoportkör második mérkőzésén, az 54. percben Caballero rossz mozdulata tökéletes felpörgetést eredményezett Rebicnek, aki kapásból léc alá lőtte a labdát. A válogatottal végül döntőig meneteltek, ahol a franciák ellen 4–2-re kaptak ki.

## Statisztika

### Klub
2019. február 24-i állapot szerint.
| Klub                | Szezon           | Bajnokság        | Bajnokság | Bajnokság | Kupa  | Kupa  | Nemzetközi | Nemzetközi | Összesem | Összesem |
| Klub                | Szezon           | Bajnokság        | Mérk.     | Gólok     | Mérk. | Gólok | Mérk.      | Gólok      | Mérk.    | Gólok    |
| ------------------- | ---------------- | ---------------- | --------- | --------- | ----- | ----- | ---------- | ---------- | -------- | -------- |
| RNK Split           | 1.HNL            | 2010–11          | 1         | 1         | 0     | 0     | -          | -          | 1        | 1        |
| RNK Split           | 1.HNL            | 2011–12          | 20        | 5         | 0     | 0     | 3          | 0          | 23       | 5        |
| RNK Split           | 1.HNL            | 2012–13          | 29        | 10        | 0     | 0     | -          | -          | 29       | 10       |
| RNK Split           | 1.HNL            | 2013–14          | 4         | 0         | 0     | 0     | -          | -          | 4        | 0        |
| RNK Split           | Összesen         | Összesen         | 54        | 16        | 0     | 0     | 3          | 0          | 27       | 16       |
| Fiorentina          | Serie A          | 2013–14          | 4         | 1         | 1     | 1     | 0          | 0          | 5        | 2        |
| Fiorentina          | Serie A          | 2015–16          | 4         | 1         | 1     | 0     | 2          | 0          | 7        | 1        |
| Fiorentina          | Összesen         | Összesen         | 8         | 2         | 2     | 1     | 2          | 0          | 12       | 3        |
| RB Leipzig          | 2.Bundesliga     | 2014–15          | 10        | 0         | 1     | 0     | -          | -          | 11       | 0        |
| RB Leipzig          | Összesen         | Összesen         | 10        | 0         | 1     | 0     | 0          | 0          | 11       | 0        |
| Verona              | Serie A          | 2015–16          | 10        | 0         | 0     | 0     | -          | -          | 10       | 0        |
| Verona              | Összesen         | Összesen         | 10        | 0         | 0     | 0     | 0          | 0          | 10       | 0        |
| Eintracht Frankfurt | 1.Bundesliga     | 2016–17          | 24        | 2         | 4     | 1     | -          | -          | 28       | 3        |
| Eintracht Frankfurt | 1.Bundesliga     | 2017–18          | 25        | 6         | 3     | 3     | -          | -          | 28       | 9        |
| Eintracht Frankfurt | 1.Bundesliga     | 2018–19          | 18        | 8         | 0     | 0     | 6          | 1          | 28       | 9        |
| Eintracht Frankfurt | Összesen         | Összesen         | 67        | 16        | 7     | 4     | 6          | 1          | 80       | 21       |
| Karrier összesen    | Karrier összesen | Karrier összesen | 132       | 34        | 10    | 5     | 11         | 1          | 153      | 40       |

### A válogatottban
2021. június 28-i állapot szerint.
| Válogatott   | Szezon   | Mérkőzés | Gól |
| ------------ | -------- | -------- | --- |
| Horvátország | 2013     | 3        | 1   |
| Horvátország | 2014     | 5        | 0   |
| Horvátország | 2015     | 2        | 0   |
| Horvátország | 2016     | 0        | 0   |
| Horvátország | 2017     | 2        | 0   |
| Horvátország | 2018     | 14       | 1   |
| Horvátország | 2019     | 8        | 1   |
| Horvátország | 2020     | 2        | 0   |
| Horvátország | 2021     | 6        | 0   |
| Összesen     | Összesen | 42       | 3   |

### Góljai a válogatottban
2018. július 22-i állapot szerint.
|   | Időpont             | Helyszín                                                    | Ellenfél      | Gólok | Eredmény | Kiírás                             |
| - | ------------------- | ----------------------------------------------------------- | ------------- | ----- | -------- | ---------------------------------- |
| 1 | 2013. augusztus 14. | Rheinpark Stadion, Vaduz, Liechtenstein                     | Liechtenstein | 2–1   | 3–2      | Barátságos mérkőzés                |
| 2 | 2018. június 21.    | Nyizsnyij Novgorod Stadion, Nyizsnyij Novgorod, Oroszország | Argentína     | 1–0   | 3–0      | 2018-as labdarúgó-világbajnokság   |
| 3 | 2019. március 24.   | Groupama Aréna, Budapest, Magyarország                      | Magyarország  | 1–0   | 1–2      | 2020-as Európa-bajnokság-selejtező |

## Sikerei, díjai

### Klub
- Fiorentina
  - Olasz kupa: 
    - Ezüstérmes: 2013–14
- Eintracht Frankfurt
  - Német kupa: 
    - Aranyérmes: 2017–18
    - Ezüstérmes: 2016–17

  - Német szuperkupa: 
    - Ezüstérmes: 2018
- AC Milan
  - Olasz bajnok: 
    - Aranyérmes: 2021–22
    - Ezüstérmes: 2020–21
- Beşiktaş
  - Török kupa:  
    - Győztes: 2023–24

### Válogatott
- Horvátország
  - Világbajnokság:
    - Ezüstérmes: 2018